# Dean Elgar
Dean Elgar (11 de junio de 1987) es un jugador de críquet  sudafricano y capitán de Test Cricket. Fue el capitán de la Copa Mundial de Críquet Sub-19 en Sri Lanka en 2006. En marzo de 2021, la Junta de Críquet de Sudáfrica anunció que Elgar había sido nombrado capitán de la prueba de Sudáfrica.

## Carrera internacional

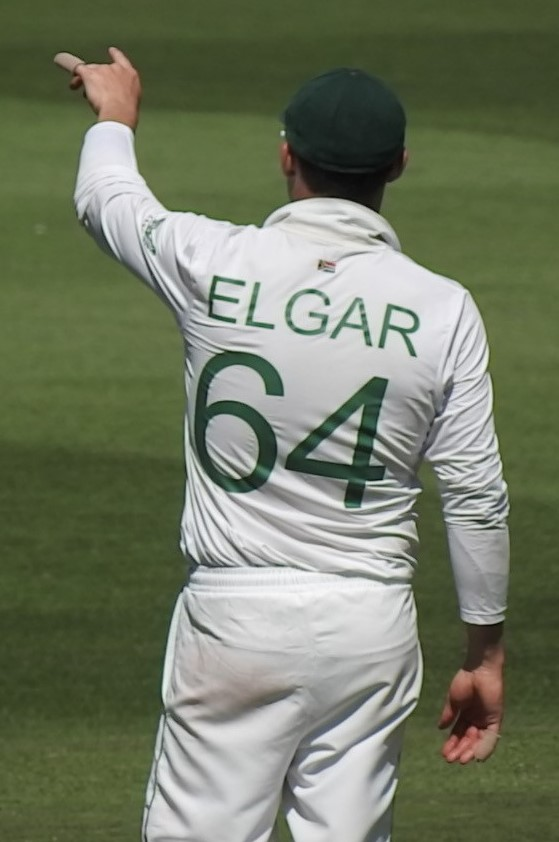
Dean Elgar, capitán del equipo de Sudáfrica, durante la gira australiana

El 26 de marzo de 2008, Elgar hizo su debut en Twenty20 con Sudáfrica contra Zimbabue. El 24 de agosto de 2012, hizo su debut en One Day International con Sudáfrica contra Inglaterra. El 30 de noviembre de 2012, Elgar hizo su debut en Test Cricket contra Australia.
El 28 de diciembre de 2015, Elgar se convirtió en el primer bateador de apertura sudafricano en una entrada de prueba de cricket desde Gary Kirsten en 1997, cuando anotó 118 carreras sin out ante Inglaterra.
En septiembre de 2019, fue nombrado en el equipo del equipo Tshwane Spartans para el torneo Mzansi Super League 2019. En abril de 2021, fue incluido en el equipo de los norteños, antes de la temporada de cricket 2021-22 en Sudáfrica.